# موت ليوناردو دافنشي
موت ليوناردو دافنشي هي لوحة زيتية للرسام الفرنسي جان أوغست دومينيك آنغر رسمها في 1818 وهي الأن معروضة في متحف القصر الصغير.